# Apanteles marica
Apanteles marica är en stekelart som beskrevs av Nixon 1972. Apanteles marica ingår i släktet Apanteles och familjen bracksteklar. Inga underarter finns listade i Catalogue of Life.